# Julien Affaton
Julien Affaton est un joueur de Scrabble béninois, champion du monde de scrabble classique en 2014, vice-champion d’Afrique au niveau de l’épreuve de scrabble en blitz en individuel en 2018. Il remporte une médaille en or lors de la coupe classique du lac Bourget et une autre en argent lors de la coupe classique Open du mont Revard au Festival d'Aix-les-Bains de Scrabble francophone 2018, en France, avec son compatriote  François Xavier Adjovi.

## Palmarès

### Sur le plan national
Au Bénin il remporte plusieurs coupes de 2000 à 2018 :
- 2003 : Champion du Bénin de scrabble duplicate (Elite)
- 2004 : Vice-champion du Bénin de scrabble duplicate (Elite)
- 2005 : Champion du Bénin de scrabble duplicate (Elite)
- 2006 : Champion du Bénin de scrabble duplicate (Elite)
- 2009 : Champion du Bénin de scrabble duplicate (Elite)
- 2010 : Champion du Bénin de scrabble duplicate (Elite)
- 2010 : Champion du Bénin de scrabble duplicate  (Elite)
- 2010 : Champion du Bénin de scrabble  classique
- 2010 : Champion du Bénin de scrabble  (Blitz)
- 2010 : Vainqueur du Défi National
- 2011 : Vice-champion du Bénin du scrabble Duplicate (Elite)
- 2014 : Champion du Bénin de scrabble Blitz
- 2014 : Champion du Bénin de scrabble classique
- 2015 : Champion du Bénin de scrabble classique
- 2016 : Champion du Bénin de scrabble duplicate (Elite)
- 2017 : Champion du Bénin de scrabble  classique
- 2017 : Champion du Bénin de scrabble (Blitz)
- 2017 : Vice-champion du Bénin de scrabble duplicate (Elite)
- 2018 : Champion du Bénin de scrabble duplicate (Elite)
- 2018 : Champion du Bénin de scrabble Blitz
- 2018 : Vainqueur du Défi National
- 2018 : Vice-champion du Bénin de scrabble  classique
- 2019 : Champion du Bénin en Blitz
- 2019 : Vice-champion du Bénin en (Elite)
- 2019 : Troisième au championnat du Bénin

### Sur le plan international
Au niveau africain et mondial, il remporte également plusieurs coupes :

#### Sur le plan africain.
- 2009 : Vainqueur du festival Anyassanou au Togo
- 2011 : Vice-champion du festival international l’Afrique de l’Ouest du scrabble duplicate Elite à Bamako  au Mali.
- 2011 : Vice-champion d’Elite du festival international de l’Afrique de l’Ouest à Bamako au Mali.
- 2015 : Médaille de Bronze en Blitz au festival International de l’Afrique de l’Ouest à Abidjan en Côte d’Ivoire.
- 2016 : Médaille de Bronze de l’équipe  Nationale du Bénin au championnat d’Afrique au Togo.
- 2018 : Champion d’Afrique du scrabble duplicate en paire à Bamako (Mali) du 25 mars au 31 mars.
- 2018 : Vice-champion d’Afrique du scrabble duplicate Elite à Bamako (Mali) du 25 mars au 31 mars.
- 2018 : Vice-champion d’Afrique du scrabble duplicate (Blitz) à  Bamako (Mali) du 25 mars au 31 mars.
- 2019 : Troisième au championnat d’Afrique de (Blitz) à Brazzaville au Congo
- 2019 : Vice-champion au défi du festival Amédée
- 2019 : Vice-champion de l’open international du classique de Cotonou

#### Sur le plan mondial
- 2010 : 4e au championnat de scrabble classique à Montpellier en France
- 2011 : Vice-champion du monde de scrabble classique à Montreux en Suisse.
- 2012 : Vainqueur du tournoi de solidarité à Tourmafeuille en France.
- 2013 : Vice-champion du monde de scrabble classique à Rimouski au Canada
- 2014 : champion du monde de scrabble à Aix-les-Bains en France
- 2016 : Vainqueur de la coupe du lac Bourget au festival de Vichy en France
- 2017 : 2e à la coupe du Mont Revurd au festival d’Aix-les-Bains en France

## Records
- Trois fois Vice champion du Monde de scrabble classique
- Huit fois  champion  du Bénin de scrabble duplicate Elite
- Quadruple champion du Bénin du scrabble classique
- Quintuple champion du Bénin de scrabble BLITZ